# Domowina
Domowina (lužiško: »Domovina«) je politična neodvisna liga Lužiških Srbov in krovna organizacija Lužiškosrbskih društev v Spodnji in Zgornji Lužici v Nemčiji. Zastopa interese Lužiških Srbov in je stalni naslednik prejšnje Domovinske lige Lužiških Srbov (nemško Domowina Bund Lausitzer Sorben, lužiško: Zwjazk Łužiskich Serbow, dolnjelužiško: Zwězk Łužyskich Serbow).

## Zgodovina
Organizacija Domowina, ki je bila ustanovljena v mestu Wojerecy (Hoyerswerdi) leta 1912, se nahaja v Budyšinu (Bautzen) na Saškem skupaj z drugimi kulturnimi institucijami lužiškosrbskega prebivalstva.
Domowino so nacistične oblasti leta 1937 zaprle, ponovno pa je bila odprta 10. maja 1945, takoj po koncu druge svetovne vojne, ter takoj pridobila uradni status v Nemški demokratični republiki.
Pod vzhodnonemško vladavino je bila Domowina množična organizacija, vključena v Nacionalno fronto, ki jo je učinkovito nadzirala SED. Čeprav je vlada priznala Lužiške Srbe kot jezikovno skupnost v  NDR, niso bili priznani kot manjšina, kar je bilo v nasprotju z zahtevami lige. Po padcu komunizma v Vzhodni Nemčiji in združitvi Nemčije je bila Domowina še enkrat reformirana, tokrat kot neodvisna organizacija.

## Predsedujoči
| Obdobje   | Predsednik      |
| --------- | --------------- |
| 1912–1927 | Arnošt Bart     |
| 1927–1930 | Jakub Šewčik    |
| 1930–1933 | Jan Křižan      |
| 1933–1950 | Pawoł Nedo      |
| 1951–1973 | Kurt Krjeńc     |
| 1964–1990 | Jurij Grós      |
| 1990–1991 | Bjarnat Cyž     |
| 1991–1992 | Jan Pawoł Nagel |
| 1993–2000 | Jakub Brankačk  |
| 2000–2011 | Jan Nuk         |
| od 2011   | David Statnik   |